# Idiocerus albicollis
Idiocerus albicollis är en insektsart som beskrevs av Henry Fairfield Osborn 1924. Idiocerus albicollis ingår i släktet Idiocerus och familjen dvärgstritar. Inga underarter finns listade i Catalogue of Life.